# Цукерман, Слава
Сла́ва (Владислав Менделевич) Цукерман (род. 9 марта 1939 год, англ. Slava Tsukerman) — русско-американский кинорежиссёр, сценарист, и кинопродюсер.
Больше всего известен как режиссёр, продюсер и соавтор сценария фильма «Жидкое небо» (англ. Liquid Sky).

## «Жидкое небо»
«Жидкое небо» (Liquid Sky) — фильм, вышедший на мировые экраны в 1983 году. В Нью-Йорке, Бостоне и Вашингтоне фильм шёл без перерыва более трех лет. Получил призы на пяти международных фестивалях.
Американский «Спутник зрителя Кино и Видео», характеризует «Жидкое небо» как «Безмерно интересный фильм. Одна из самых известных независимых картин в истории». Дэн Питерсон называет «Жидкое небо» «одной из сил, сформировавших независимое кино».
Ему вторит Карлос Чемберлен на сайте senseofcinema.com: «Длинный след помады от поцелуя „Жидкого неба“ виден на большинстве фильмов американского независимого кино».

## Биография

### Ранние годы
Слава Цукерман начал свою режиссёрскую деятельность в 1960-е годы, создав в Московском инженерно-строительном институте (МИСИ), где он тогда учился, студенческий театр, среди актёров которого были Геннадий Хазанов и Семен Фарада. Затем Цукерман снимает первый в истории Советского кино игровой любительский (сегодня его было бы вернее назвать профессиональным независимым) фильм «Верю весне», получивший первый приз на Всесоюзном фестивале любительских фильмов, а также приз на фестивале в Канаде и выпущенный в широкий прокат.

### СССР
Окончив с отличием ВГИК, Цукерман работал на киностудии «Центрнаучфильм» и на Центральном телевидении, делая фильмы разных жанров, получавшие многочисленные награды. В его фильмах снимаются Иннокентий Смоктуновский, Юрий Соломин.
Последняя работа Цукермана в СССР — комедия «Водевиль про водевиль» с участием Леонида Броневого, Леонида Каневского и Екатерины Васильевой была признана на Центральном телевидении лучшей передачей года.

### Израиль
В 1970-е годы Цукерман эмигрирует в Израиль и начинает работать для израильского телевидения, где он снимает документальные фильмы. Его фильм «Жили-были русские в Иерусалиме» получает призы Лучший документальный фильм и Лучшая режиссура на Всемирном фестивале телевизионных фильмов в Голливуде.

### США
С начала 1980-х годов Цукерман живёт в Нью-Йорке, продолжая снимать многочисленные фильмы самых различных жанров, рекламу, клипы, документальные фильмы для американского и русского телевидения.
Его документальный фильм о Савелии Крамарове — последний фильм, в котором снялся этот замечательный актёр — был показан по ТВ в России в ночь на Новый 1995 год.
В 2000 году Цукерман снимает американский художественный фильм «Бедная Лиза» с участием звезд Бена Газзарры и лауреата Оскара Ли Грант. «Бедная Лиза» получила Гран-при «Гранатовый Браслет» на VII Российском кинофестивале «Литература и кино» в Гатчине, а в апреле 2001 — приз за лучшую режиссуру на фестивале «Кинотавр» в Нью-Йорке.
В 2005 году Цукерман снимает документальный фильм «Жена Сталина», с успехом показанный на экранах США. Ведущий американский критик Эндрю Саррис («Нью-Йорк Обсервер») включил его в список десяти лучших документальных фильмов года.
В 2009 году вышел на экраны США новый американский художественный фильм Славы Цукермана «Перестройка» (в СМИ разных стран он так же упоминался под названиями «Любовь неизведанного пространства», «Сдвиг», «Космологический Конгресс». Одну из ролей в фильме исполняет лауреат Оскара (за роль Сальери в «Амадеусе») Ф. Мюррей Абрахам.

## Награды
1961 ВЕРЮ ВЕСНЕ —
Московский Всесоюзный Фестиваль Любительских Фильмов — Первый Приз
Всемирный Фестиваль Любительских фильмов в Монреале — Специальный Приз
1967 БОЛЬШИЕ КОЛОКОЛА —
Серебряная медаль ВДНХ
1969 ЖАР ХОЛОДНЫХ ЧИСЕЛ —
Специальный диплом журнала «Техника молодежи»
1970 ОТКРЫТИЕ ПРОФЕССОРА АЛЕКСАНДРОВА —
Ломоносовский Приз 1-й степени (Высшая награда Академии Наук СССР)
Золотая Медаль ВДНХ (Высшая награда Советской индустрии)
1972 ВОДЕВИЛЬ ПРО ВОДЕВИЛЬ -
Признан Редсоветом Центрального Телевидения Лучшей программой года.
1974 РУССКИЕ В ИЕРУСАЛИМЕ —
Десятый Всмирный Фестиваль Телевизионных Фильмов в Голливуде -
Лучший документальный фильм / Лучший режиссёр
1983 ЖИДКОЕ НЕБО —
Международный Кинофестиваль в Сиднее — Главный приз.
Всемирный Кинофестивал в Монреале — Главный Приз Жюри.
Картагенский Кинофесативаль — Приз за достижения в изобразительном решении фильма.
Брюссельский Кинофестиваль — Специальный Приз Жюри.
Международный Фестиваль в Маниле — Специальный Приз Жюри.
2000 БЕДНАЯ ЛИЗА —
Кинофестиваль в Гатчине — Grand Prix «Гранатовый Браслет»
Кинофестиваль Кинотавр в Нью-Йорке — Лучшая режиссура

## Отзывы в прессе о фильмах Славы Цукермана

### О советских научно-популярных фильмах
«Авторы фильма… сумели одержать победу. Фильм несёт в себе черты новаторства…» — «Правда»
«Находка поражающая зрителя неожиданностью новизны» — «Знание — сила»
«Тут и боль, и высота, и поэзия» — «Искусство кино»
«Впервые на экране вскрыт философский смысл математики» — «Советский экран»

### Об израильских фильмах
«Слава Цукерман сегодня лучший режиссёр на израильском телевидении.»
Маарив
«Трудно припомнить когда мы видели в последний раз фильм столь блестящего качества и столь интересный, как фильм Цукермана.»
Йедиот Ахронот
«Один из лучших фильмов, показанных по израильскому телевидению, а возможно и самый лучший…»
Хаолям Хазе
«Документальные фильмы Цукермана получили всемирное признание.»
Джерусалем Пост

### О фильме «Жидкое небо»
«Цукерман обладает редким и необычным талантом.»
Винсент Кэнби, «Нью-Йорк Таймс»
«Жидкое Небо» Цукермана даёт поистине ошеломляющюю картину Нью-Йорка."
Джанет Маслин, «Нью-Йорк Таймс»
«Ослепительный, опрокидывающий представления фильм-притча…»
Джуди Стоун, «Санфранциско Экземайнер энд Кроникл»
«Безмерное стилистическое откровение года. Триумф избретательности и оригинальности… Если советская кинопромышленность скрывает в своих рядах других неизвестных кинематографистов с талантами масштаба Цукермана и его коллег, мы с радостью предоставим им место.»
Гари Арнольд, «Вашингтон Пост»
«Никогда ещё Нью-Йорк не был снят лучше»
«Уол Стрит Джорнэл»
«Никогда ещё Манхэттен не был показан на экране столь ярко, как остров проклятия и отчаяния. Блестящее достижение… Бесконечно смелая аллегория, представленная в драматических образах»
Кевин Томас «Лос-Анджелес Таймс»
«Самый забавный, безумный и экзотически красивый научно-фантастический фильм в истории»
Дэвид Денби, «Нью-Йорк Мэгэзин»
«Самый оригинальный фильм года»
«Ньюс Дэй»
«Уникальное, поразительное, завораживающее зрелище»
«Таймс», Лондон, Англия
«Самый блестящий и оригинальный фильм 80-х годов»
«Нью-Орлеан Таймс»

### О фильме «Жена Сталина»
«Трагическая история девушки, вышедшей замуж за будущего диктатора России, изложена в острой драматической форме, в превосходном документальном фильме режиссёра „Жидкого Неба“ Цукермана»
Лос-Анджелес Бит
«„Жена Сталина“ воздействует на зрителя с силой хорошего художественного фильма, доказывая, что Цукерман вовсе не нуждается в том чтобы в сюжете его фильма участвовали пришельцы из космоса (как в „Жидком небе“) для того, чтобы снять потрясающее кино».
Фильм Джорнал

### О фильме «Перестройка»
«Спешите! Этот крайне интерсный фильм захватывает воображение.» Вилледж Войс
«Фильм брызжет находками и прозрениями».
Лос-Анджелес Таймс
«Глубоко необычный, освежающе жизненный коктейль из Милана Кундеры и Федерико Феллини.
Фильм трогательно забавен, захватываюяще красив, смотреть его — непрерывное наслаждение.»
Варайети
«Что особенно поражает в „Перестройке“ — это её трудно подающийся описанию стиль. Качество редко достижимое, делающее „Перестройку“ одой из наиболее оригинальных и интересных картин года.»
Filmcritic. Com